# ميكا ليهكوسيو
ميكا ليهكوسيو (بالفنلندية: Mika Lehkosuo)‏ (8 يناير 1970 بهلسنكي في فنلندا - ) هو مدرب كرة قدم ولاعب كرة قدم فنلندي في مركز الوسط. شارك مع منتخب فنلندا لكرة القدم. أما مع النوادي، فقد لعب مع نادي بيروجيا ونادي هلسنكي وKlubi 04 ‏ وFF Jaro ‏.

## وصلات خارجية
- ميكا ليهكوسيو على موقع الاتحاد الدولي (مؤرشف)  (الإنجليزية)
- ميكا ليهكوسيو على موقع قاعدة بيانات كرة القدم.إي يو (الإنجليزية)
- ميكا ليهكوسيو على موقع ناشيونال فوتبول تيمز (الإنجليزية)
- ميكا ليهكوسيو على موقع Soccerway.com (الإنجليزية)
- ميكا ليهكوسيو على موقع عالم كرة القدم.نت (الإنجليزية)